# Humberto Mansilla
Humberto Fernando Mansilla Arzola (Temuco, 22 maggio 1996) è un martellista cileno.

## Biografia
Attivo nelle competizioni internazionali dall'età di 16 anni, conquista nel 2012 una medaglia d'argento ai Campionati sudamericani giovanili. Proprio in ambito sudamericano conquisterà numerosi titoli, come la medaglia d'argento ai Giochi sudamericani del 2018. Nel 2019 è arrivato secondo ai Giochi panamericani in Perù, alle spalle del connazionale Gabriel Kehr. La coppia ha rappresentato il Cile ai Mondiali in Qatar, senza avanzare in finale.

## Palmarès
| Anno | Manifestazione                   | Sede              | Evento              | Risultato | Prestazione | Note                                     |
| ---- | -------------------------------- | ----------------- | ------------------- | --------- | ----------- | ---------------------------------------- |
| 2012 | Campionati sudamericani allievi  | Mendoza           | Lancio del martello | Argento   | 66,61 m     |                                          |
| 2013 | Mondiali allievi                 | Donec'k           | Lancio del martello | 21º (q)   | 70,04 m     |                                          |
| 2013 | Campionati panamericani juniores | Medellín          | Lancio del martello | Bronzo    | 68,44 m     |                                          |
| 2013 | Campionati sudamericani juniores | Resistencia       | Lancio del martello | Bronzo    | 66,82 m     |                                          |
| 2014 | Giochi sudamericani              | Santiago del Cile | Lancio del martello | 6º        | 63,96 m     |                                          |
| 2014 | Mondiali juniores                | Eugene            | Lancio del martello | 16º (q)   | 71,28 m     |                                          |
| 2014 | Campionati sudamericani U23      | Montevideo        | Lancio del martello | Argento   | 65,27 m     |                                          |
| 2015 | Campionati sudamericani juniores | Cuenca            | Lancio del martello | Argento   | 78,69 m     |                                          |
| 2015 | Campionati sudamericani          | Lima              | Lancio del martello | 4º        | 66,83 m     |                                          |
| 2015 | Giochi panamericani              | Toronto           | Lancio del martello | 10º       | 66,14 m     |                                          |
| 2015 | Campionati panamericani juniores | Edmonton          | Lancio del martello | Oro       | 80,21 m     |                                          |
| 2016 | Campionati ibero-americani       | Rio de Janeiro    | Lancio del martello | 4º        | 68,15 m     |                                          |
| 2016 | Campionati sudamericani U23      | Lima              | Lancio del martello | Oro       | 72,67 m     |                                          |
| 2017 | Campionati sudamericani          | Asunción          | Lancio del martello | Argento   | 73,16 m     |                                          |
| 2018 | Giochi sudamericani              | Cochabamba        | Lancio del martello | Argento   | 74,71 m     | Record nazionale                         |
| 2018 | Campionati ibero-americani       | Trujillo          | Lancio del martello | 4º        | 72,60 m     |                                          |
| 2018 | Campionati sudamericani U23      | Cuenca            | Lancio del martello | Oro       | 76,87 m     | Record nazionale                         |
| 2019 | Campionati sudamericani          | Lima              | Lancio del martello | Argento   | 73,00 m     |                                          |
| 2019 | Giochi panamericani              | Lima              | Lancio del martello | Argento   | 74,38 m     |                                          |
| 2019 | Mondiali                         | Doha              | Lancio del martello | 25º (q)   | 72,68 m     |                                          |
| 2021 | Campionati sudamericani          | Guayaquil         | Lancio del martello | Oro       | 75,83 m     |                                          |
| 2021 | Giochi olimpici                  | Tokyo             | Lancio del martello | 17º (q)   | 74,76 m     |                                          |
| 2022 | Mondiali                         | Eugene            | Lancio del martello | 10º       | 73,91 m     |                                          |
| 2022 | Giochi sudamericani              | Asunción          | Lancio del martello | Argento   | 74,12 m     | Record dei Giochi                        |
| 2023 | Campionati sudamericani          | San Paolo         | Lancio del martello | Oro       | 75,92 m     | Record dei campionati                    |
| 2023 | Mondiali                         | Budapest          | Lancio del martello | 20º (q)   | 72,80 m     |                                          |
| 2023 | Giochi panamericani              | Santiago          | Lancio del martello | 5º        | 74,35 m     |                                          |
| 2024 | Giochi olimpici                  | Parigi            | Lancio del martello | 24º (q)   | 71,83 m     |                                          |
| 2025 | Sudamericani                     | Mar del Plata     | Lancio del martello | Bronzo    | 76,61 m     | Miglior prestazione personale stagionale |